# Городской театр Рио-де-Жанейро
Муниципальный театр Рио-де-Жанейро (порт. Theatro Municipal do Rio de Janeiro) — театр оперы и балета в Рио-де-Жанейро (Бразилия). Построен в 1907 году, прошел реконструкцию в 1975—1978 годах. Построенный в неоренессансном стиле театр украшают скульптуры Энрике Бернарделли и живописные работы Родолфо Амоэдо и Элисеу Висконти. Вмещает 2357 зрителей.

## История
Во второй половине XIX века театральная жизнь Рио-де-Жанейро была на подъеме, но оба основных театра города, Театро Сан-Педро и Театро Лирико, не отвечали требованиям как публики, так и исполнителей. В 1894 году драматург Артур Азеведу организовал кампанию в поддержку строительства нового муниципального театра по образцу Комеди Франсэз. Был учрежден новый муниципальный налог, но собранные средства в этот раз так и не были использованы по назначению.
Идея Муниципального театра снова обрела поддержку в начале XX века, и префект Перейра Пассус объявлил конкурс на лучший проект театрального здания. К марту 1904 года были поданы семь проектов. Равное количество голосов получили проекты, авторами которых, как позже выясняется, были бразилец Франсиску де Оливейра Пассус (сын префекта) и французский архитектор Альбер Гильбер. Городское руководство было обвинено прессой в фаворитизме и подтасовке результатов, и итоговый проект, рассчитанный на 1739 зрительских мест, представлял собой сочетание работ Оливейры Пассуса и Гильбера.
Строительные работы начались 2 января 1905 года и продолжались до июля 1909 года. Над украшением нового театра работали известный скульптор Энрике Бернарделли и художники Родолфо Амоэду и Элисеу Висконти; для создания мозаик и витражей были приглашены европейские мастера. Городской театр Рио-де-Жанейро был открыт 14 июля 1909 года президентом Бразилии Нилу Песаньей.
В 1934 году, ввиду роста населения Рио-де-Жанейро, театр был расширен до 2205 зрительских мест. Работы по реконструкции заняли всего три месяца. Позже число зрительских мест достигло 2361. С 1975 по 1978 годы театр был закрыт на генеральную реконструкцию. В 1996 году, поскольку размеров театра снова стало не хватать для нормальной работы, началось строительство вспомогательного корпуса для репетиций и административных нужд. В 2008 году, в преддверии столетия театра, вновь были выделены средства на общую реконструкцию (64 миллиона реалов), и театр закрылся на 18 месяцев, открывшись в обновленном виде в мае 2010 года.

## Архитектура
Витражи на входе в театр
Городской театр Рио-де-Жанейро располагается в культурном центре бывшей столицы Бразилии — на площади Синеландия, рядом с Национальной библиотекой Бразилии и Национальным музеем изящных искусств. Театр выстроен в неоренессансном стиле, в общих чертах напоминая здание Оперы Гарнье в Париже. Расположенные вдоль фасада 14 каннелированных коринфских колонн каррарского мрамора, опирающихся на гранитные пьедесталы, поддерживают массивный антаблемент, который венчают статую Музыки и Поэзии работы Родолфо Бернарделли. Между статуями расположен герб Рио-де-Жанейро с датами строительства театра. На фризе располагаются золотые буквы Theatro Municipal. Крышу венчает центральный стеклянный купол с золотым орлом. Расправленные крылья орла достигают в размахе шести метров.
По обе стороны главного фасада располагаются ротонды, также увенчанные куполами, работы Родолфо Амоэдо. Фризы ротонд украшают выгравированные золотыми буквами имена выдающихся деятелей бразильского и мирового театра — Верди, Гомеса, Гёте, Мартинса Пены, Вагнера и Мольера. Зеленые с золотом купола завершают светящиеся стеклянные шары. Над боковыми фасадами, вдоль которых выстроились позолоченные коринфские колонны, расположились мраморные статуи Танца, Песни, Трагедии и Комедии.
Внутрь здания ведут три бронзовых двери, над каждой из которых расположен мраморный балкон и витраж с изображением одной из муз (работа Энрике Бернарделли). Двери заключены в гранитные арки, украшенные маскаронами. Вестибюль, отделанный зеленым ониксом, бежевым мрамором, порфиром, алебастром и позолоченной бронзой и украшенный позолоченными фестонами, пальметтами и городскими гербами, по стилю напоминает капеллу Медичи.
У основания центральной лестницы, выполненной в стиле Оперы Гарнье, установлены бронзовые статуи Танца и Поэзии авторства Рауля Верле, а на её верхней площадке мраморная статуя работы Ж.-А. Энжальбера, олицетворяющая Истину. Оформленное в стиле эпохи Людовика XVI бело-золотое главное фойе окружает колоннада. Фойе отделано бежевым мрамором и позолоченной бронзой и украшено росписями Элисеу Висконти — изображениями обнаженных женщин и мечтательных ангелов на сводчатом потолке и композицией «Музыка» на тимпане, а также медальонами с портретами композиторов (в том числе Верди, Гуно, Моцарта и Вагнера и выполненными из слоновой кости с позолотой изображениями херувимов, венками и лентами. В расположенных по углам фойе ротондах размещены места для отдыха. Потолки ротонд расписаны Энрике Бернарделли, избравшим для каждой отдельную тему; ротонду, темой которой является танец, украшают изображения испанских, французских и венгерских танцоров. Вдоль коридора перед входом в зрительный зал размещены бюсты композиторов (Верди, Вагнер, Гуно, Моцарт), драматургов (Шекспира и бразильского автора Артура Азеведу) и актера Жуана Каэтану.

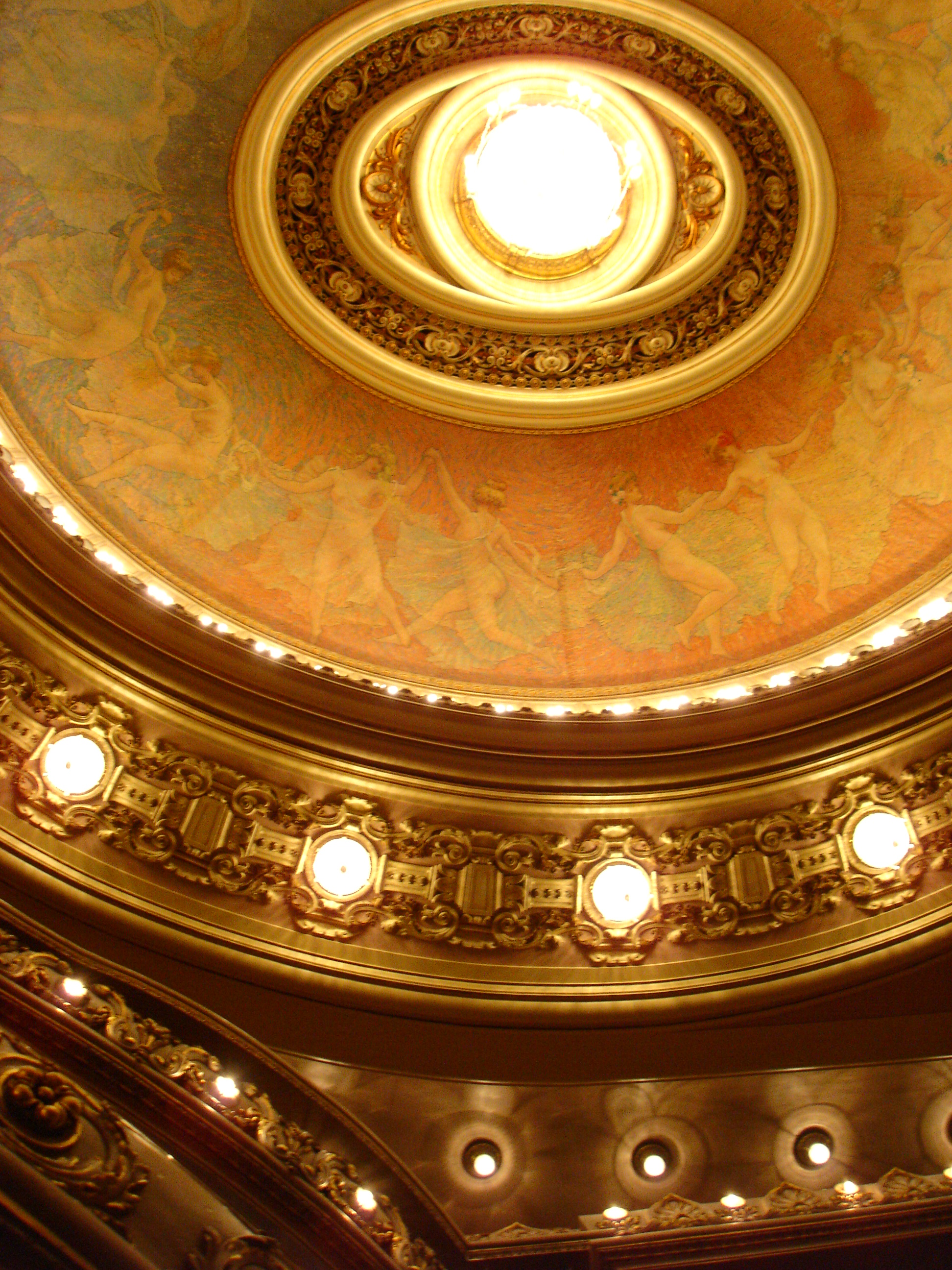
«Танец часов» на центральном плафоне зрительного зала

Трехъярусный подковообразный зрительный зал вмещает 2357 зрительских мест. После работ по реконструкции кожаные кресла были снова обтянуты красным плюшем, а коричневое ковровое покрытие убрано, обнажив оригинальный деревянный паркет. Две детали, которые не были восстановлены, — ложи второго яруса, ранее переделанные в открытый балкон, и единственный проход между рядами первого яруса. Парапеты первого яруса украшены позолоченными розетками, гирляндами и картушами, которые на втором ярусе сменяются фестонами и рогами изобилия, а на третьем цветочными орнаментами-антемиями. Ложа справа от сцены зарезервирована за президентом республики; её выделяют изображения пятиконечной позолоченной звезды и свитков с текстом «Stados Unidos do Brazil 15 November 1889».
Арка просцениума украшена цветочными и яйцевидными орнаментами и изображениями перекрещивающихся лент. Первоначально размещавшийся в верхней точке арки герб с двумя музами не был восстановлен. Фриз над аркой просцениума украшает картина Висконти «Апофеоз ореад», а плафон вокруг хрустальной люстры — «Танец часов», включающий многочисленные полуголые женские фигуры.

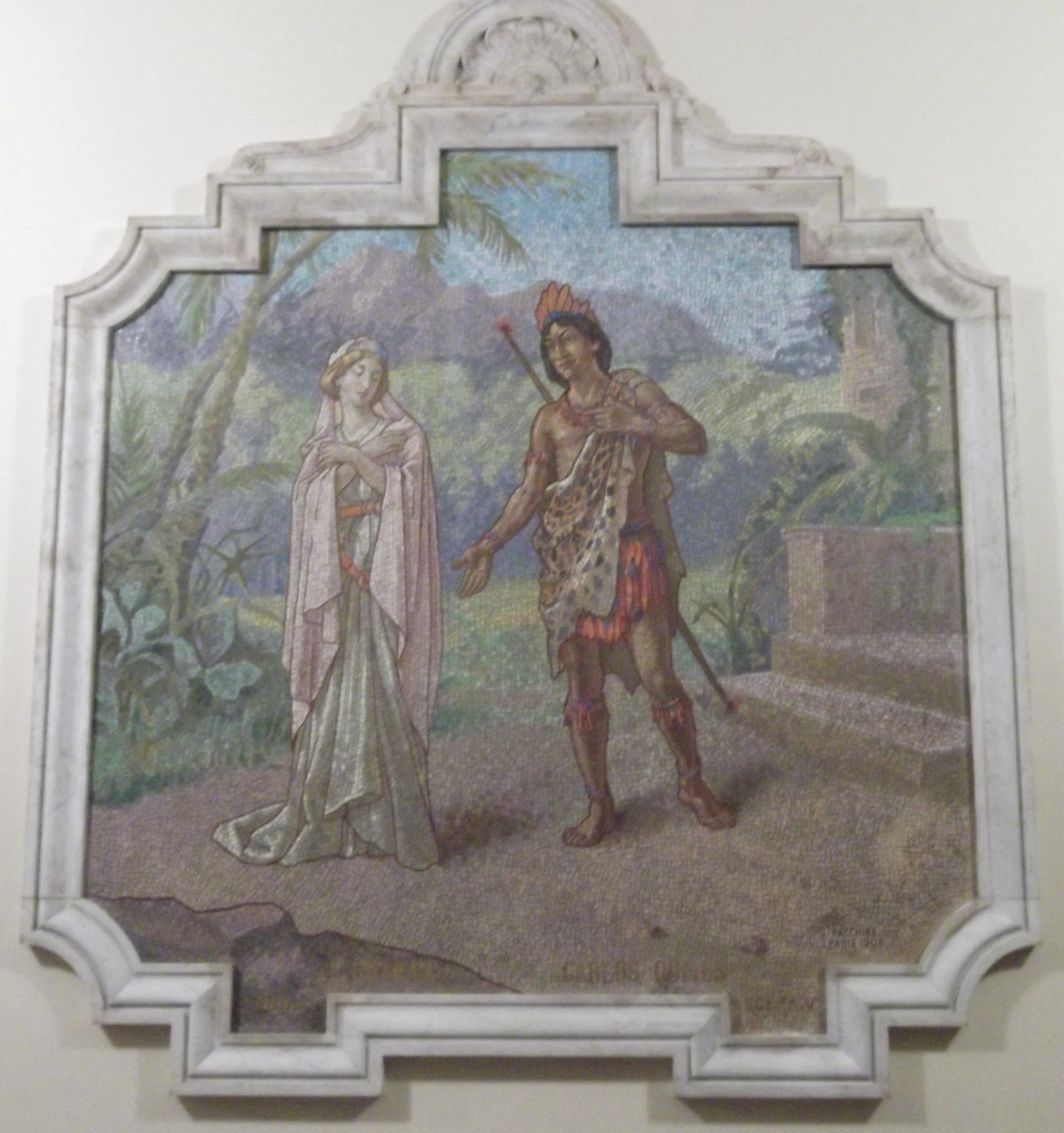
Сцена из оперы Гомеса «Гуарани»

Центром композиции зрительного зала является занавес, расписанный Висконти и известный как «Влияние искусств на цивилизацию». На заднем плане росписи триумфальная арка с крылатой фигурой, символизирующей искусство. Композиция картины разделена на группы — Минерва, Лувр, Афины и Рим; Орфей, Гомер и святой Амвросий (считающийся создателем духовной музыки); Джотто и Данте, олицетворяющие искусство Возрождения; «апофеоз Палестрины», включающий фигуры Леонардо да Винчи, Тициана, Рафаэля и Микеланджело; группа поэтов, художников и композиторов — Камоэнс, Корнель, Расин, Шекспир, Моцарт, Рубенс, ван Дейк, Веласкес, Рембрандт, Рейнольдс, Гейнсборо и Бетховен; искусство романтического периода, представленное Гюго, Берлиозом, Вагнером, Делакруа, Энгром, Мейербером, Менцелем, Шопенгауэром, Россини и Верди; и знаменитые бразильцы — Жозе Бонифасиу, Жуан Каэтану, император Педру II и архитекторы, разработавшие проект городского театра Рио-де-Жанейро.
Еще одной достопримечательностью городского театра является расположенный на первом этаже салон-ресторан Assírius, оформление которого призвано напоминать древние Вавилон и Персию: стены выложены глазированной плиткой, а поддерживающие низкие потолки колонны увенчаны бычьими головами. Стены рядом с салоном украшает серия мозаик, изображающих сцены из опер и балетов «Гуарани», «Тоска», «Электра», «Зигфрид», «Сирано де Бержерак», «Отелло», «Фауст» и «Мещанин во дворянстве».